# Zentralfilmgesellschaft Ost
Die Zentralfilmgesellschaft Ost mbH war eine deutsche Filmproduktionsgesellschaft mit Sitz in Berlin. Sie wurde nach dem deutschen Einmarsch in die UdSSR am 10. November 1941 gegründet, um die Filmateliers und Kinos der besetzten Gebiete für die Zwecke der deutschen Filmpropaganda nutzbar zu machen. Die geraubten Produktionseinrichtungen in Riga, Reval und Kiew wurden in Tochterunternehmen überführt: in Riga entstand die Ostland-Film-Gesellschaft mbH und in Kiew die Ukraine-Film-Gesellschaft mbH. Diese Unternehmen richteten Wanderkinos ein, eröffneten feste Kinos und setzten beschädigte Kinos wieder instand. Unter anderem sorgten sie dafür, dass vor jeder Liquidierung eines Ghettos, d. h. dem Abtransport der Bewohner in Vernichtungslager, bei der nicht-jüdischen Bevölkerung die antisemitische Stimmung durch die Vorführung des Films Jud Süß angeheizt wurde. Daneben produzierte die Zentralfilmgesellschaft Ost auch eine Anzahl eigener Filme.